# Zecchino d’Oro
Zecchino d’Oro [dzekˈkiːno ˈdɔːro] (Złoty Cekin / Złoty Pieniążek) – międzynarodowy festiwal piosenki dziecięcej, odbywający się od 1959 roku we Włoszech. Nazwa została zaczerpnięta z książki Carlo Collodiego Pinokio. Pomysłodawcą imprezy był Cino Tortorella.

## Historia
Pierwsze dwie edycje zostały zorganizowane w Mediolanie, a od roku 1961 festiwal organizowany jest przez boloński Instytut Antoniano założony przez Ojców Franciszkanów.
Młodymi wykonawcami kierowała Mariele Ventre, która w roku 1963 założyła przy Antoniano chórek, który miał pomagać małym solistom przy wykonywaniu piosenek. Zespół bardzo szybko się rozrósł i istnieje do dziś jako Piccolo Coro dell’Antoniano (po śmierci Mariele Ventre w 1995 roku, opiekę nad nim przejęła Sabrina Simoni, a zespół przyjął nazwę Piccolo Coro „Mariele Ventre” dell'Antoniano).
W roku 1976 festiwal z imprezy krajowej przekształcił się w wydarzenie międzynarodowe, w ramach którego konkuruje ze sobą co roku siedem piosenek włoskich i siedem zagranicznych (początkowo, po sześć), a dziecięce jury w głosowaniu przyznaje najładniejszym nagrody Złotego Cekina i Srebrnych Cekinów.

### Polska na Zecchino d’Oro
W konkursie pięciokrotnie uczestniczyły polskie piosenki:
- 1977: 20 ZdO – „Rapa Rapanello” (Rzepka) – Hanna Kedaj i Katarzyna Górecka
- 1984: 27 ZdO – „La mazurca della mela Annurca” (Czerwone Jabłuszko) – Marcin Ziółkowski
- 1989: 32 ZdO – „Mettiamoci a ballare” (Wrzesień-Tremblanka) – Karolina Olczedajewska
- 2004: 47 ZdO – „Patataj” (Patataj) – Joanna Strembicka
- 2010: 53 ZdO – „Un sogno nel cielo” (Dobre dobranoc) – Zuzanna Rosa[1]